# Ouvrage du Chesnois

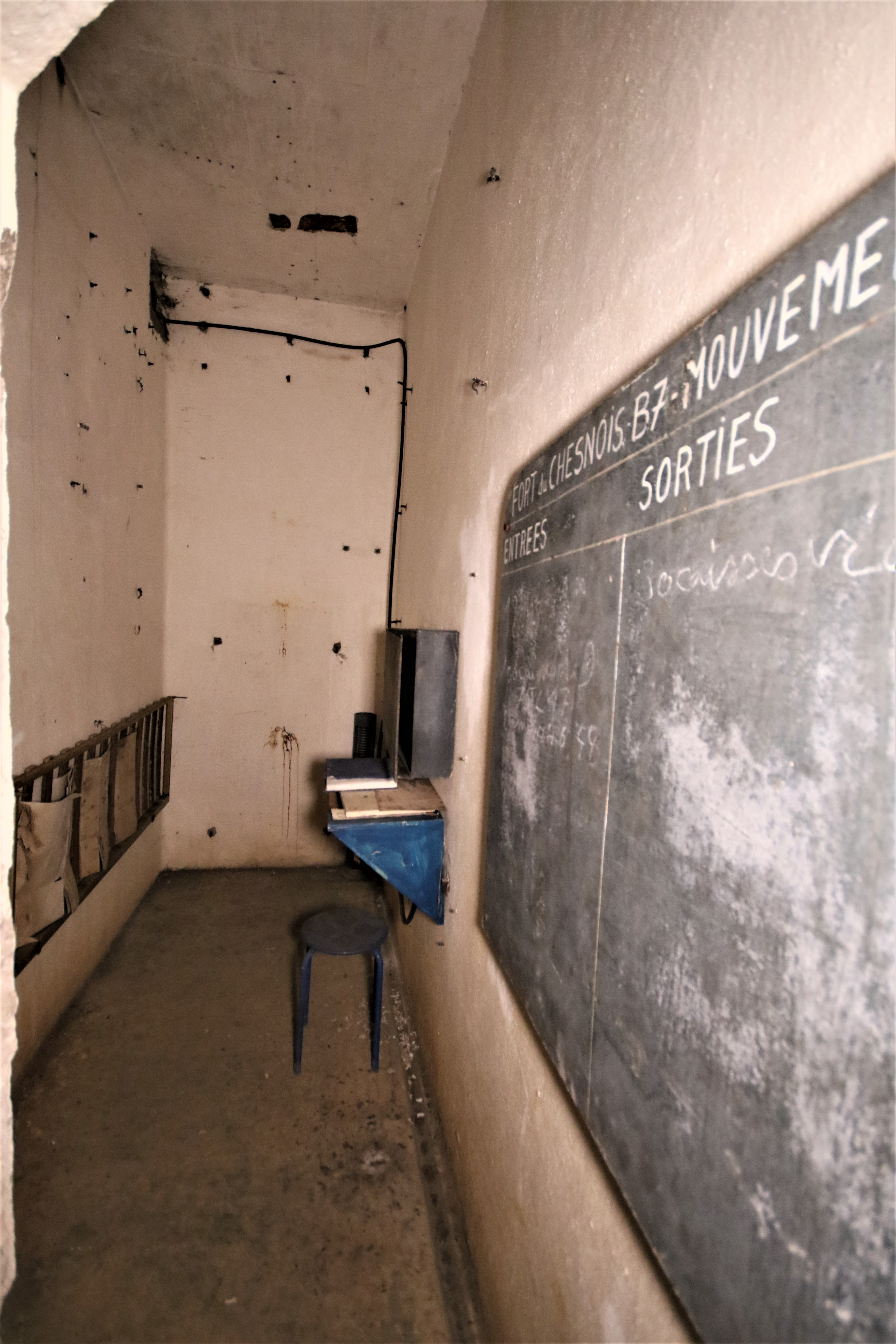
Bloc 7

L'ouvrage du Chesnois est un ouvrage fortifié de la ligne Maginot, situé sur les communes ardennaise de Signy-Montlibert et meusienne de Thonne-le-Thil.
C'est un gros ouvrage d'artillerie, comptant six blocs. Construit entre 1934 et 1938, il a été épargné par les combats de mai et de juin 1940, mais il a été saboté puis scellé.

## Position sur la ligne
Faisant partie du sous-secteur de la tête de pont de Montmédy dans le secteur fortifié de Montmédy, l'ouvrage du Chesnois est intégré à la « ligne principale de résistance » entre les casemates CORF d'intervalle de Sapogne à l'ouest et du Christ à l'est, à portée de tir de la casemate STG d'artillerie de Villy Est plus à l'ouest et de Villecloye plus à l'est (limite de portée).

## Description
L'ouvrage est composé en surface de cinq blocs de combat et d'une seule entrée mixte (une des deux vraies entrées mixtes du Nord-Est, avec celle de Vélosnes. Ailleurs, les entrées mixtes sont des entrées des munitions servant également aux hommes), avec en souterrain des magasins à munitions (plusieurs M 2), une usine (avec quatre groupes électrogènes SMIM de 90 chevaux) et une caserne, le tout relié par des galeries profondément enterrées.
De type « nouveaux fronts », la seule tourelle d'artillerie est une tourelle de 75 mm R modèle 1905 récupérée et modifiée. Une seconde tourelle de 75 mais modèle 1933 aurait dû consolider l'ouvrage (bloc 6), mais ne fut pas installée faute de crédits.
Le bloc 1 est une casemate d'infanterie flanquant vers l'est en même temps qu'un bloc-tourelle. Il est armé avec un créneau mixte pour JM/AC 47 (jumelage de mitrailleuses et canon antichar de 47 mm), un autre créneau pour JM, une tourelle pour deux armes mixtes, deux cloches GFM B (guetteur et fusil mitrailleur, dont une sert d'observatoire avec un périscope) et une cloche lance-grenades.
Le bloc 2 est une casemate cuirassée d'infanterie, avec une cloche d'arme mixte (tirant vers l'est) et une cloche GFM B.
Le bloc 3 est une casemate d'infanterie flanquant vers l'ouest, avec un créneau JM/AC 47, un autre créneau JM, une cloche pour arme mixte (tirant vers le nord) et deux cloches GFM B.
Le bloc 4 est une casemate d'infanterie flanquant vers l'ouest, avec un créneau JM/AC 47, une cloche d'arme mixte (tirant vers le nord) et deux cloches GFM B.
Le bloc 5 est un bloc-tourelle d'artillerie, armée avec une tourelle pour deux canons de 75 mm R modèle 1905 et une cloche GFM B.
Le bloc 7 est une entrée mixte par puits. Il est armé d'un créneau JM/AC 47 et de deux cloches GFM B.

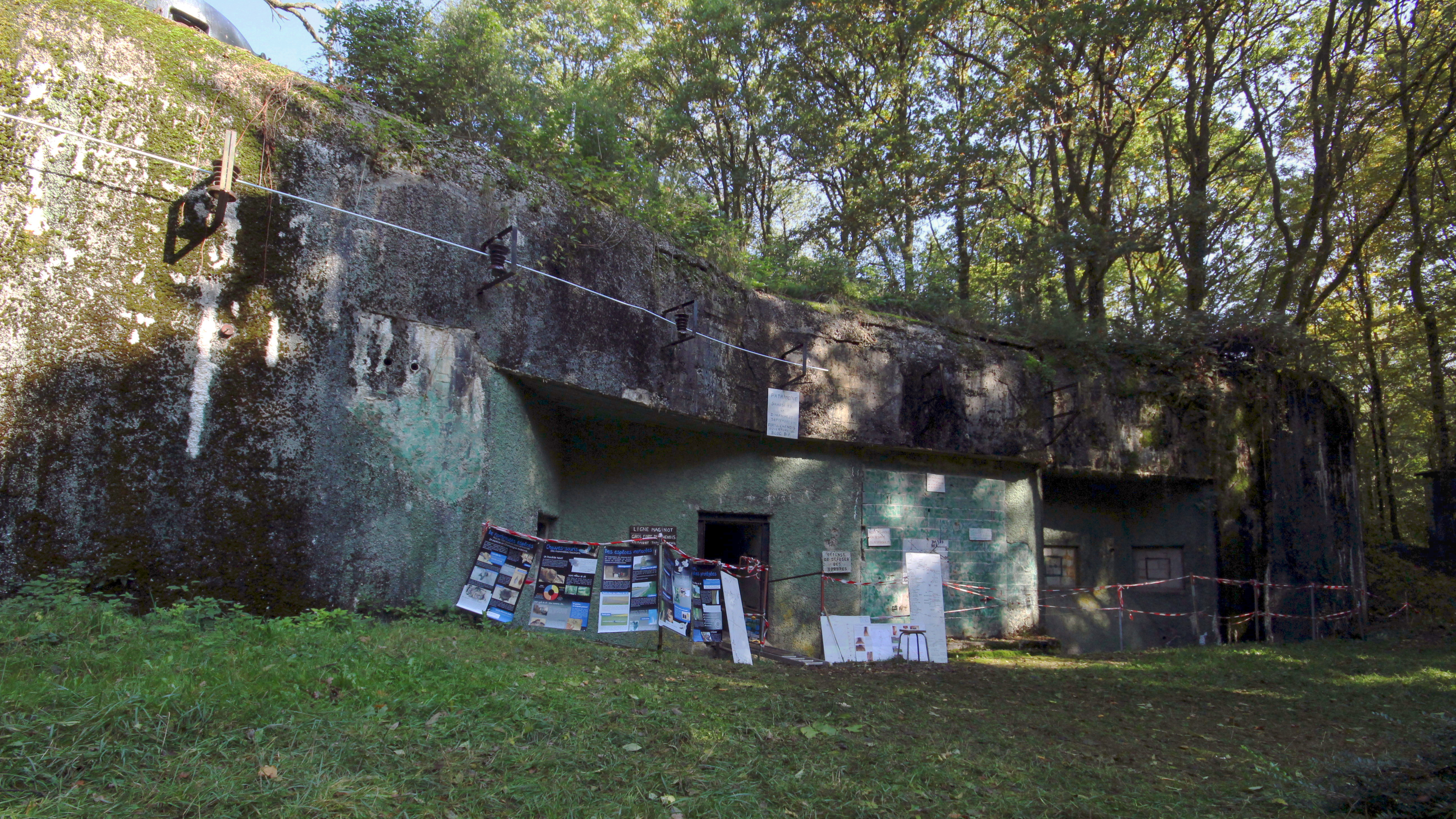
Vue extérieure de l'entrée mixte (B7).
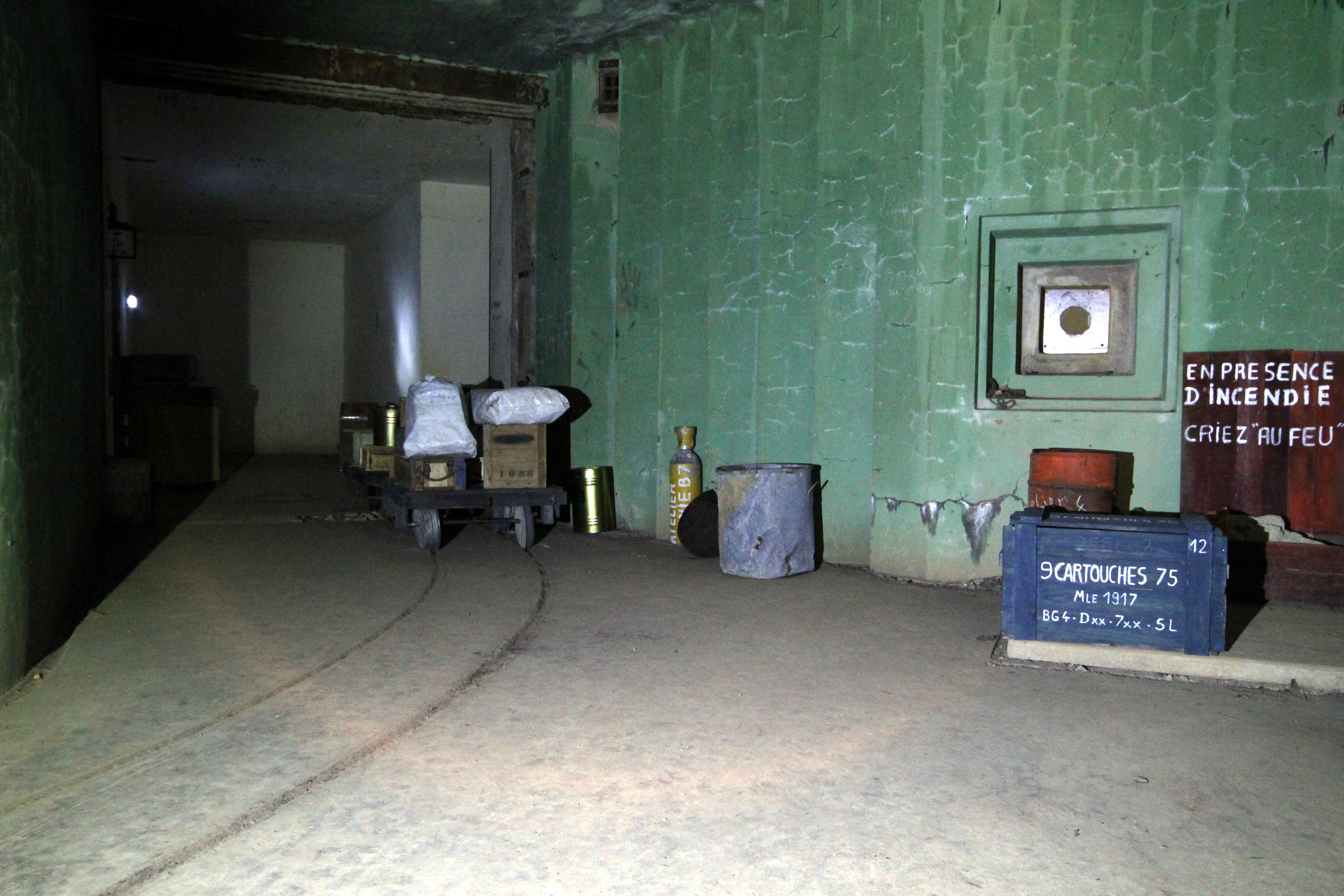
Intérieur de l'entrée mixte (B7).
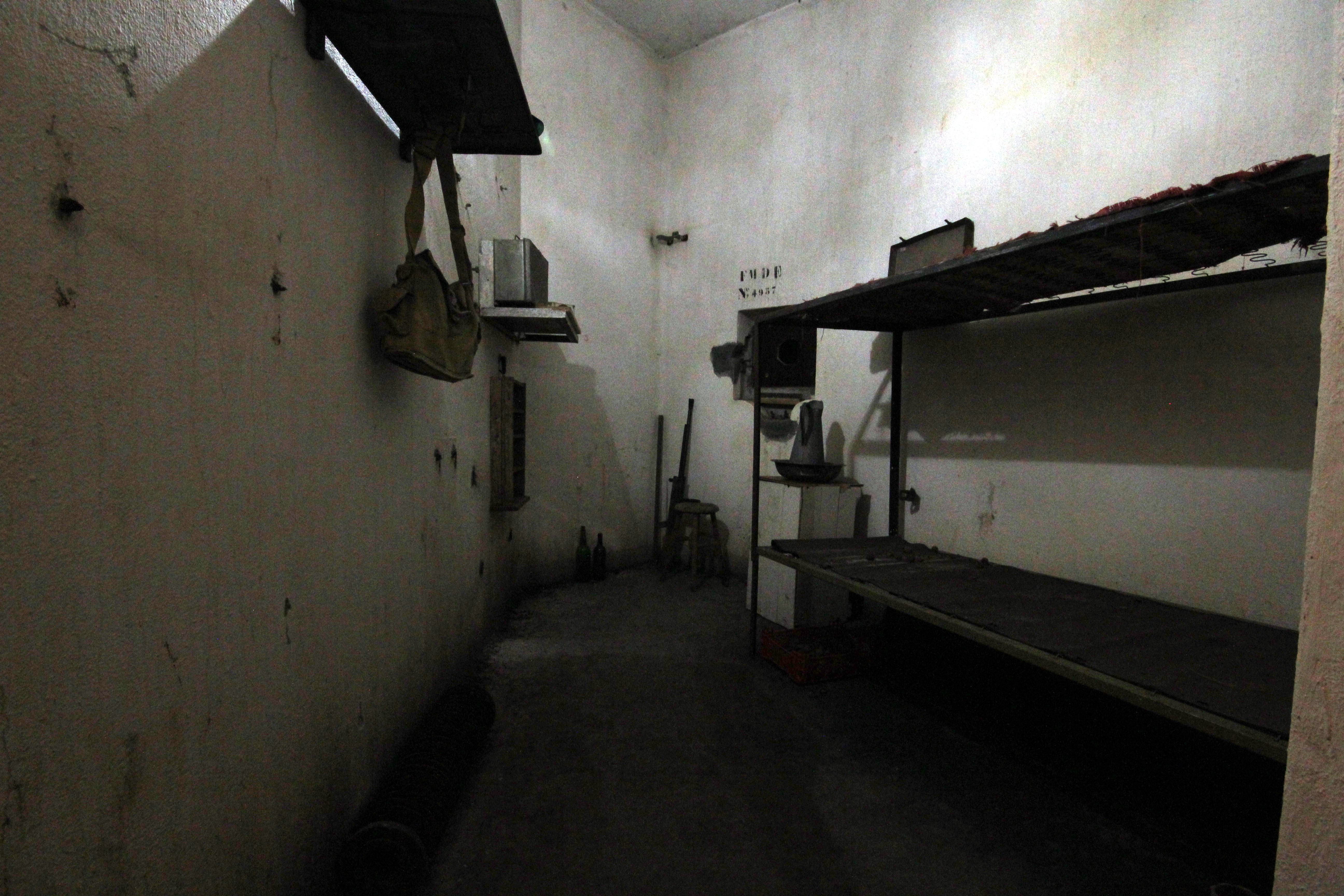
Intérieur de l'entrée mixte (B7), avec son créneau de tir.

### Particularités
L'entrée mixte est coiffée, en retrait des cloches GFM de défense, de cloches GFM modifiées. Ces dernières sont dévolues à l'évacuation des gaz d’échappement des moteurs de l'usine de production électrique.

## Histoire
En mai 1940, l'artillerie du Chesnois intervient en faveur de l'ouvrage La Ferté attaqué par les Allemands mais sans succès, la tourelle de 75/05 étant en limite de portée. Son action s'avère toutefois plus efficace sur les abords des casemates voisines, leur évitant le sort de La Ferté .
Saboté en juin 1940 par son équipage avant de l'abandonner, il est par la suite quasi intégralement dépouillé par les Allemands pendant l’Occupation.

## L'ouvrage aujourd'hui
Dépouillé puis laissé à l'abandon, l'ouvrage, cédé par l'Armée, est encore visible de nos jours et une association a entrepris sa revalorisation extérieure.
Des aménagements ont été effectués au niveau de la partie intérieure, dont l'accès n'est plus possible actuellement, afin de permettre la préservation d'espèces trouvant ordinairement refuge dans ces structures abandonnées, notamment certaines espèces de chauves-souris.